# Stade Tommaso-Fattori
Le stade Tommaso-Fattori (Stadio Tommaso Fattori en italien) est un complexe sportif situé à L'Aquila, en Italie.
Il est inauguré en 1933. Le nom du stade est choisi en souvenir du joueur italien de rugby à XV Tommaso Fattori (it). Ce stade est le domicile de deux équipes : l'Aquila Calcio (football) et l'Aquila Rugby (rugby à XV).
Il accueille la Ligue Pro Deuxième Division et l'Eccellenza. Il accueille également certains matchs de l'équipe d'Italie de rugby à XV.

## Histoire
La construction du stade commence en 1929 sous la direction de l'architecte Mario Gioia et de l'ingénieur Gaetano Lisio. La forme ovale du stade a quant à elle été choisie par le Milanais Paolo Vietti-Violi. Lors de son inauguration en 1933, il est considéré comme l'un des meilleurs stades nationaux.
En 1959, les organisateurs des Jeux olympiques de Rome décident de le choisir pour accueillir trois matchs de poule de l'épreuve de football des J.O. se déroulant l'année suivante. Le stade voit la victoire de la Bulgarie sur l'Égypte 2 à 0, celle du Danemark sur la Tunisie 3 à 1 et celle de la Hongrie sur l'Inde 2 à 1.